# آن نيفيل
آن نيفيل (بالإنجليزية: Anne Neville)‏ هي ملكة إنجليزية واحدى بنات ريتشارد نيفيل، إيرل سالزبوري الخامس (الملقب بصانع الملوك). أخذت لقبها كأميرة ويلز بعد زواجها من الأمير إدوارد وستمنستر ، بينما لقبها كملكة أخذته بعد زواجها الثاني من الملك ريتشارد الثالث.